# Matthew Ashford
Matthew Nile Ashford, skådespelare, född 29 januari 1960 i Davenport, Iowa. Matthew medverkar i tvåloperan Våra bästa år som journalisten Jack Deveruax.
Har även medverkat i flera filmer och TV-serier, t ex Förhäxad